# アイザック・スティーブンス
アイザック・インガルズ・スティーブンス（英:Isaac Ingalls Stevens、1818年3月25日 - 1862年9月1日）は、ワシントン準州の初代知事、アメリカ合衆国議会代議員であり、南北戦争では北軍の将軍だった。シャンティリーの戦いで戦死した。

## 初期の経歴
スティーブンスはマサチューセッツ州で生まれ育ち、1830年代後半にウェストポイントの陸軍士官学校入学のために生まれ故郷を離れた。1839年に同期の中で1位の成績で卒業し、長年アメリカ陸軍工兵司令部で働いた。
米墨戦争のときは工兵司令部の副官であり、ベラクルス包囲戦やセルロ・ゴードの戦い、コントレラスの戦い、チュルブスコの戦いに参戦した。チュルブスコの戦いでは上官の注目を引き、大尉への名誉昇進を果たした。チャプルテペクの戦いでは再度その勇敢さがうたわれ、少佐に名誉昇進した。さらにモリノ・デル・レイの戦いやメキシコシティの戦いに参戦し、メキシコシティでは重傷を負った。スティーブンスは後にその体験を「リオグランデとメキシコでの作戦、リプリー少佐の近作に関する注釈」という題で本に著した（ニューヨーク、1851年）。
1841年から1849年までニューイングランド海岸の防塞化を監督し、その後ワシントンD.C.の海岸測量部局の指揮官となってこの役目を1853年まで務めた。

## 知事

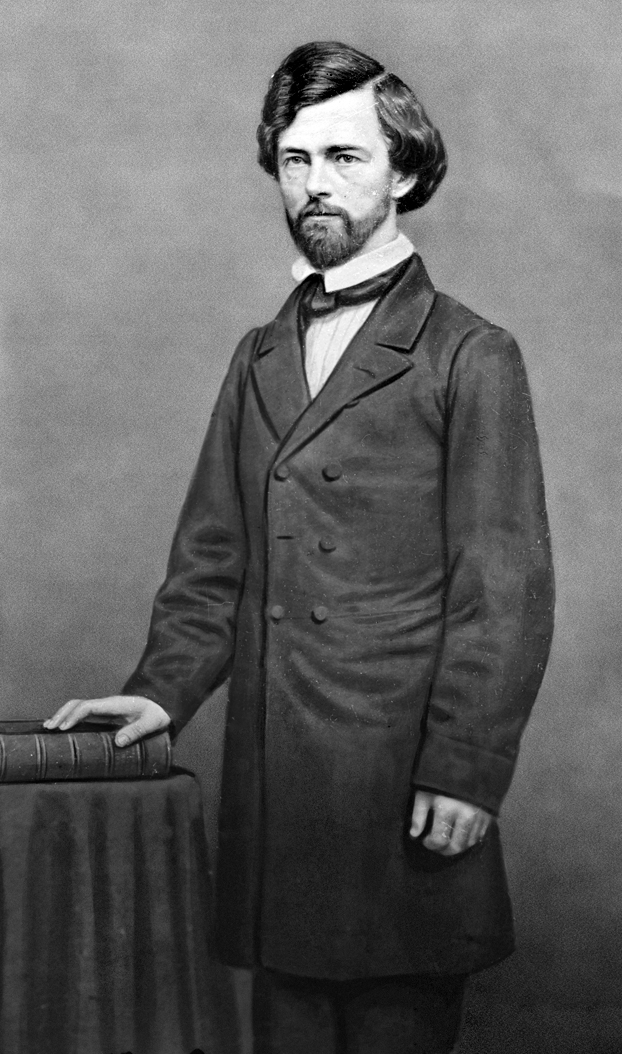
アイザック・スティーブンス

スティーブンスは1852年アメリカ合衆国大統領選挙でフランクリン・ピアース候補の確固たる支持者となり、大統領に当選したピアースから報償として新たに作られたワシントン準州知事に指名された（その地域のアメリカ合衆国インディアン問題監督官の肩書きもあった）。スティーブンスはその治める準州に向かうときにもう一つの任務を付け加えることにした。連邦政府は合衆国北部を横切る大陸横断鉄道のために適切な地図を作る測量士を求めており、スティーブンスの土木技師としての経歴（さらには再度ピアースの愛顧）があってその役目を引き受け、ワシントン準州に向かう道すがら1853年の大半を使ってプレーリーを緩り横切って測量し、その年の11月にオリンピアで準州知事の椅子に着いた。
この遠征の結果としてスティーブンスは2冊目の著書「北緯47度線と49度線に近い太平洋鉄道のための経路探検報告書、ミネソタ州セントポールからピュージェット湾まで」を著した（アメリカ合衆国議会が委託して出版、2巻、ワシントン、1855年-1860年）。
スティーブンスはその任期で議論の多い知事であり、その回顧でもさらに議論を呼んだ。ワシントン準州の先住民族にその土地の大半と権利をスティーブンスの政府に渡す条約に署名させるために脅しと力の念入りな組み合わせを用いた。抵抗に遭った時には厳しい報復のために意のままに軍隊を使った。そのような例が数ある中でも、カミアキン酋長に率いられたヤカマ族に対する冬の作戦や、ニスクワリィー族首長レスチの処刑（戦闘でスティーブンスの兵士を殺した罪）によって、準州内の多くの住民がピアースにスティーブンスの解任を請願することになった。準州判事エドワード・ランダーやエズラ・ミーカー（影響力ある民間人）はどちらもスティーブンスに対する反対を唱え、その結果ランダーは逮捕され、ミーカーは単純に無視された。ピアースはスティーブンスの行動を認めないという伝言を送ったが、知事解任は拒んだ。ワシントン準州市民の大半はミーカーを「インディアン」の側の人間であり、スティーブンスは白人開拓者の側の者であると見なしたので、スティーブンスに反対した者達は最終的に大衆の支持を失った。
この大衆の認識の結果として、スティーブンスは人気を得て、1857年から1858年にはアメリカ合衆国議会に対する準州代議員に選ばれた。白人と先住民族の間の緊張関係はスティーブンス以外の者が解決するまで残された。スティーブンスは後のワシントン州東部とアイダホ州における紛争、特にアメリカ合衆国とジョゼフ酋長のネズ・パース族との間で戦われた戦争に責任有りと告発されたが、この告発は1857年を最後にスティーブンスがワシントン準州を離れたときから数十年も経ってからのことだった。

## 南北戦争
1861年に南北戦争が始まると、第一次ブルランの戦いで北軍が敗北した後で、スティーブンスは再度アメリカ陸軍に就役した。この時は「カメレオン・ハイランダーズ｣と呼ばれた第79ニューヨーク志願歩兵連隊の大佐となった。9月28日には准将に昇進し、ポートロイヤルの戦いに参戦した。スティーブンスはサウスカロライナ州海岸沖シーアイランズ攻撃に派遣された遠征隊の第2旅団を指揮した。ジェームズ島の戦いでは1個師団を率い、ラマー砦に対する攻撃では自ら指揮して部隊の25%を失った。
スティーブンスはその第9軍団の師団と共にバージニア州へ転属となり、北バージニア方面作戦の第二次ブルランの戦いではジョン・ポープ少将の下で仕えた。その後のシャンティリーの戦いで、その元の連隊の連隊旗を拾い上げ、「ハイランダーズ、私のハイランダーズ、お前達の将軍に続け」と叫んだ後で戦死した。セントアンドリューズ十字の旗を持ちながら部隊兵と共に突撃し、頭を銃弾で撃たれて即死、44歳でなくなった。
スティーブンスはロードアイランド州ニューポートのアイランド墓地に埋葬されている。1863年3月には1862年7月18日に遡って少将に死後昇進された。
アイザック・スティーブンスの息子、ハザード・スティーブンスもシャンティリーの戦いで負傷した。ハザードもアメリカ陸軍の将軍となり、また著作家でもあり、さらにはP・B・ヴァン・トランプと共に初めてレーニア山に登頂した。

## 記念
- ワシントン州とミネソタ州の各スティーブンス郡はスティーブンスに因んで名付けられた。
- アメリカ陸軍の2つの砦もスティーブンスに因んで名付けられた。北軍がワシントンD.C.防衛に使ったスティーブンス砦（スティーブンス砦の戦い）とオレゴン州のスティーブンス砦である。オレゴン州の砦はコロンビア河口を守るために1863年から1947年まで使われた。
- オックスヒル戦場跡公園（オックスヒルはシャンティリーの戦いの南部名）の小さな記念碑はスティーブンスの戦死を記念するものである。
- 「南北戦争北軍古参兵の息子達」が使うワシントン州キャンプであるアイザック・スティーブンス・キャンプNo.1も、戦死した将軍に因んで名付けられたものである。
- ワシントン州立大学（WSU）キャンパスのスティーブンス・ホールはスティーブンス知事に因んで名付けられた。
- ワシントン州レイク・スティーブンス市とスティーブンス湖はスティーブンスに因んで名付けられた。
- ワシントン州パスコのアイザック・スティーブンス中等学校とシアトルのアイザック・I・スティーブンス小学校はスティーブンスに因んで名付けられた。
- 北部アイダホ州のスティーブンス峰とアッパー・スティーブンス湖とローワー・スティーブンス湖（アイダホ州ムランの直ぐ北）はジョン・ムラン大尉によってスティーブンスに因んで名付けられた。